# Artabotrys punctulatus
Artabotrys punctulatus är en kirimojaväxtart som beskrevs av Cheng Yih Wu. Artabotrys punctulatus ingår i släktet Artabotrys och familjen kirimojaväxter. Inga underarter finns listade i Catalogue of Life.